# 안동시의 문화재
안동시의 문화재에서는 대한민국 경상북도 안동시에 있는 문화재를 다룬다.

## 국보
- 국보 제15호 봉정사 극락전
- 국보 제16호 안동 신세동 칠층전탑
- 국보 제121호 하회탈 및 병산탈
- 국보 제132호 징비록
- 국보 제311호 봉정사 대웅전

## 보물
- 보물 제56호 안동 동부동 오층전탑
- 보물 제57호 안동 조탑동 오층전탑
- 보물 제58호 안동 안기동 석불좌상
- 보물 제114호 안동 옥동 삼층석탑
- 보물 제115호 안동 이천동 석불상
- 보물 제160호 유성룡 종손가문적
- 보물 제182호 안동 임청각
- 보물 제210호 도산서원 전교당
- 보물 제211호 도산서원 상덕사부정문 및 사주토병
- 보물 제242호 개목사 원통전
- 보물 제305호 안동 석빙고
- 보물 제306호 안동 양진당
- 보물 제314호 취지금니묘법연화경
- 보물 제315호 백지묵서묘법연화경
- 보물 제414호 충효당
- 보물 제448호 봉정사 화엄강당
- 보물 제449호 봉정사 고금당
- 보물 제450호 안동 의성김씨 종택
- 보물 제451호 안동 태사묘삼공신유물
- 보물 제460호 유성룡 종손가유물
- 보물 제475호 안동 소호헌
- 보물 제484호 운천호종일기
- 보물 제549호 권주종손가문서
- 보물 제553호 예안이씨 충효당
- 보물 제872호 이현보 초상
- 보물 제905호 학봉 김성일 종손가소장전적
- 보물 제906호 학봉 김성일 종손가소장고문서
- 보물 제1002호 권주종손가 소장문적
- 보물 제1018호 광산김씨예안파 종가소장고문서
- 보물 제1019호 광산김씨예안파 종가소장전적
- 보물 제1202호 농암 이현보 종손가소장문적
- 보물 제1221호 김진초상
- 보물 제1571호 안동 보광사 목조관음보살좌상및복장유물
- 보물 제1614호 안동 봉정사 영산회상벽
- 보물 제1615호 경주 왕룡사 원목조아미타여래좌상
- 보물 제1620호 안동 봉정사 목조관세음보살좌상

## 사적
- 사적 제170호 도산서원
- 사적 제260호 병산서원

## 명승
- 명승 제26호 안동 백운정 및 개호송숲 일원

## 천연기념물
- 천연기념물 제174호 안동 송사동의 소태나무
- 천연기념물 제175호 안동 용계의 은행나무
- 천연기념물 제252호 안동 구리의 측백나무 자생지
- 천연기념물 제275호 안동 녹전면의 느티나무
- 천연기념물 제288호 안동 와룡면의 굴참나무
- 천연기념물 제314호 안동 와룡면의 뚝향나무
- 천연기념물 제473호 안동 하회마을의 만송정 숲

## 중요무형문화재
- 중요무형문화재 제24호 안동차전놀이
- 중요무형문화재 제69호 하회별신굿탈놀이

## 중요민속자료
- 중요민속자료 제40호 홍극가묘출토복식
- 중요민속자료 제84호 하회 북촌택
- 중요민속자료 제85호 하회 원지정사
- 중요민속자료 제86호 하회 빈연정사
- 중요민속자료 제87호 하회 풍산류씨작천댁
- 중요민속자료 제88호 하회 옥연정사
- 중요민속자료 제89호 하회 겸암정사
- 중요민속자료 제90호 하회 남촌택
- 중요민속자료 제91호 하회 주일재
- 중요민속자료 제122호 안동 하회마을
- 중요민속자료 제176호 가일 수곡고택
- 중요민속자료 제177호 하회동 하동고택
- 중요민속자료 제178호 하리동 일성당
- 중요민속자료 제179호 안동 학암고택
- 중요민속자료 제180호 만운동 모선루
- 중요민속자료 제181호 의성김씨 율리종택
- 중요민속자료 제182호 의성김씨 서지재사
- 중요민속자료 제183호 안동권씨 능동재사
- 중요민속자료 제184호 안동 오류헌
- 중요민속자료 제185호 법흥동 고성이씨탑동파 종택
- 중요민속자료 제202호 안동 권성백고택
- 중요민속자료 제203호 안동 송소종택
- 중요민속자료 제204호 안동권씨 권등재사
- 중요민속자료 제226호 탁청정
- 중요민속자료 제227호 후조당

## 시도유형문화재
- 시도유형문화재 제17호 (경북) 마애석조비로자나불좌상
- 시도유형문화재 제22호 (경북) 월영대
- 시도유형문화재 제23호 (경북) 고성이씨재사
- 시도유형문화재 제24호 (경북) 고성이씨신도비
- 시도유형문화재 제25호 (경북) 금역당사당및종가
- 시도유형문화재 제26호 (경북) 탁청정종가
- 시도유형문화재 제27호 (경북) 광산김씨재사및사당<재사3동,사당>
- 시도유형문화재 제28호 (경북) 예안향교
- 시도유형문화재 제29호 (경북) 선성현객사
- 시도유형문화재 제30호 (경북) 역동유허비
- 시도유형문화재 제31호 (경북) 농암사당
- 시도유형문화재 제32호 (경북) 긍구당
- 시도유형문화재 제33호 (경북) 시사단
- 시도유형문화재 제34호 (경북) 애일당
- 시도유형문화재 제35호 (경북) 호계서원
- 시도유형문화재 제36호 (경북) 은곡서당
- 시도유형문화재 제37호 (경북) 추원재
- 시도유형문화재 제38호 (경북) 효자비
- 시도유형문화재 제39호 (경북) 부나원루
- 시도유형문화재 제40호 (경북) 침락정
- 시도유형문화재 제41호 (경북) 용암정
- 시도유형문화재 제42호 (경북) 어은정및재사
- 시도유형문화재 제43호 (경북) 농암각자
- 시도유형문화재 제44호 (경북) 안정사석조여래좌상
- 시도유형문화재 제45호 (경북) 나소동삼층석탑
- 시도유형문화재 제63호 (경북) 농암영정후사본및금서대
- 시도유형문화재 제64호 (경북) 후조당유물
- 시도유형문화재 제99호 (경북) 안동이천동삼층석탑
- 시도유형문화재 제100호 (경북) 안동운흥동당간지주
- 시도유형문화재 제105호 (경북) 안동임하동동삼층석탑
- 시도유형문화재 제106호 (경북) 안동임하동십이지삼층석탑
- 시도유형문화재 제107호 (경북) 안동하리동모전삼층석탑
- 시도유형문화재 제108호 (경북) 안동하리동삼층석탑
- 시도유형문화재 제109호 (경북) 안동죽전동삼층석탑
- 시도유형문화재 제110호 (경북) 안동막곡동삼층석탑
- 시도유형문화재 제141호 (경북) 봉황사대웅전<현 황산사>
- 시도유형문화재 제146호 (경북) 안동숭실재
- 시도유형문화재 제149호 (경북) 오미동도림강당
- 시도유형문화재 제164호 (경북) 안동삼산정
- 시도유형문화재 제171호 (경북) 목은영정
- 시도유형문화재 제180호 (경북) 안동임하동오층석탑
- 시도유형문화재 제181호 (경북) 옥산사마애약사여래좌상
- 시도유형문화재 제182호 (경북) 봉정사삼층석탑
- 시도유형문화재 제199호 (경북) 청원루
- 시도유형문화재 제200호 (경북) 체화정
- 시도유형문화재 제213호 (경북) 삼귀정
- 시도유형문화재 제224호 (경북) 영가지및책판
- 시도유형문화재 제267호 (경북) 안동만대헌
- 시도유형문화재 제274호 (경북) 고산정
- 시도유형문화재 제281호 (경북) 화원군영정
- 시도유형문화재 제312호 (경북) 학봉신도비및묘방석
- 시도유형문화재 제313호 (경북) 안동광흥사장금자사경
- 시도유형문화재 제314호 (경북) 강포유홍원의현금및어은보
- 시도유형문화재 제316호 (경북) 광산김씨긍구당고택
- 시도유형문화재 제320호 (경북) 설월당종택소장전적및고문서
- 시도유형문화재 제323호 (경북) 안동용수사대정삼 년명금동고
- 시도유형문화재 제325호 (경북) 봉정사만세루
- 시도유형문화재 제326호 (경북) 안동권씨송파재사
- 시도유형문화재 제327호 (경북) 우향계안
- 시도유형문화재 제328호 (경북) 봉정사소장유물
- 시도유형문화재 제335호 (경북) 안동대원사소장탱화
- 시도유형문화재 제368호 (경북) 안동 석탑사 목조관세음보살좌상
- 시도유형문화재 제381호 (경북) 안동영천이씨간재공파종중소장문적

## 시도무형문화재
- 시도무형문화재 제1호 (경북) 안동포짜기
- 시도무형문화재 제2호 (경북) 안동저전동농요
- 시도무형문화재 제7호 (경북) 안동놋다리밟기
- 시도무형문화재 제12호 (경북) 안동소주
- 시도무형문화재 제20호 (경북) 안동송화주

## 시도기념물
- 시도기념물 제15호 (경북) 안동 태사묘
- 시도기념물 제28호 (경북) 안동 광음동분청사기요지
- 시도기념물 제36호 (경북) 안동미림동굴
- 시도기념물 제41호 (경북) 월천서당
- 시도기념물 제42호 (경북) 퇴계종택
- 시도기념물 제43호 (경북) 서산서원
- 시도기념물 제44호 (경북) 안동 송리동 은행나무
- 시도기념물 제50호 (경북) 안동 송천동의 모감주나무
- 시도기념물 제56호 (경북) 고산서원
- 시도기념물 제94호 (경북) 구암정사시도기념물
- 시도기념물 제106호 (경북) 안동석수암향나무
- 시도기념물 제112호 (경북) 의성김씨학봉종택
- 시도기념물 제116호 (경북) 갈암금양강도지
- 시도기념물 제137호 (경북) 백하구려
- 시도기념물 제146호 (경북) 역동서원
- 시도기념물 제150호 (경북) 안동 위리의 나무화석
- 시도기념물 제155호 (경북) 안동 장태사공 성곡재사